# Toldi
Lehký tank Toldi vznikl v Maďarsku na základě licence švédského tanku Landsverk L-60. Název je odvozen od Miklóse Toldiho, což byl maďarský šlechtic a národní hrdina. 

## Konstrukce
Tank Toldi měl jednoduchou hranatou korbu s poměrně slabým pancéřováním. Pohon tanku zajišťoval motor Büssing o výkonu 155 hp. Podvozek sestával z dvojice hnacích kol vpředu, čtyř pojezdových kol, vlečeného napínacího kola vzadu a dvou napínacích kladek. 

## Varianty
- 38.M Toldi I – verze s kanónem 36.M ráže 20 mm a koaxiálním kulometem 34/37.M ráže 8 mm. Bylo vyrobeno 110 tanků tohoto typu.
- 38.M Toldi II – stejná výzbroj jako u předešlého typu, bylo zesíleno čelní pancéřování přídavnými pláty o síle 20mm. Použity komponenty domácí produkce, nová radiostanice R-5a. Produkce 80 kusů.
- 42.M Toldi IIa – verze s kanónem 37.M ráže 40 mm. Nový kulomet Gebauer 34/40 AM ráže 8 mm, nabíjený již z nábojového pásu. Přestavěno přibližně 80 ks hlavně z 2. verze.
- 43.M Toldi III – zesílené pancéřování, plánované představné pancíře (i pro starší stroje). Objednáno 40, rozestavěno 12 ks. Pravděpodobně dokončeny 3 kusy.

Tanky Toldi bojovaly na straně Třetí říše zejména na východní frontě proti Sovětskému svazu. Proti moderním sovětským tankům byly téměř bez šance.